# Rechtsgeschichte Russlands
Die Rechtsgeschichte Russlands reicht bis in das Hochmittelalter zurück.

## Kiewer Rus
In der Zeit der Kiewer Rus ist die Russkaja Prawda die wichtigste überlieferte Rechtssammlung aus dem 10. und 11. Jahrhundert. Sie ist in drei Redaktionen überliefert. Die erste enthielt nur 25 Artikel altslawischen Gewohnheitsrechts. Die zweite ist auf 159 Artikel angewachsen: In der Folge der Christianisierung der Rus finden sich Einflüsse germanischen und byzantinischen Rechts. Zu den Regeln über das Straf- und Strafprozessrecht kamen Normen über das Eigentum und Verträge hinzu.
Mit Beginn der Mongolenherrschaft 1328 wird Russland von der Rechtsentwicklung auf dem europäischen Kontinent abgetrennt. Russland bleibt damit von der Rezeption des römischen Rechts unbeeinflusst und nimmt am Prozess der Verwissenschaftlichung des Rechts nicht teil. Es sind, abgesehen von den Gerichtsbüchern aus Pskow und Nowgorod kaum Rechtsdokumente aus dieser Phase überliefert.

## Altrussisches Recht
Eine Kodifikation des altrussischen Rechts fand 1649 unter dem Zaren Alexei Michailowitsch statt. Das Sobornoje Uloschenije (Соборное уложение) stellt den Versuch dar, das Wirtschaftsleben nach den Wirren des Dynastiewechsels wieder aus eine feste rechtliche Grundlage zu stellen. Es enthält hauptsächlich Prozessrecht auf der Grundlage des russischen Gewohnheitsrechts. Das Strafrecht ist von grausamen Strafen und der Anwendung von Folter geprägt. Stellenweise sind Einflüsse des byzantinischen Rechts feststellbar, das römische Recht hat nur sehr vereinzelt über die Vermittlung des litauischen Rechts Eingang gefunden.

## Zarenreich (18. und 19. Jahrhundert)
Zwei antagonistische Strömungen bestimmen das Recht Russlands im 18. und 19. Jahrhundert: Das Recht als Repressionsinstrument eines autokratischen Systems und die aus Westeuropa importierten Ideen der Aufklärung. Paradigmatisch für das autokratische Herrschaftsverständnis Peters I. ist Art. XX des Militärgesetzes (Воинском Уставе) von 1716:

„Его Величество есть самовластный монарх, который никому на свете о своих делах ответу дать не должен, но силу и власть имеет свои государства и земли, яко христианский государь, по своей воле и благомнению управлять“

„Denn seine Majestät sind ein alleinmächtiger Monarch, der niemandem auf Erden von Seinen Verrichtungen Rede und Antwort geben darf, sondern Macht und Gewalt haben Dero Reich und Länder als ein christlicher Potentat nach eigenem Willen und Gutdünken zu regieren.“

Russland kennt bis 1906 somit kein Verfassungsrecht, das über bloßes Organisationsrecht hinausginge. Das Verwaltungsrecht – im Preußen des 19. Jahrhunderts zum Schutz von Freiheits- und Eigentumsrechten der Bürger bestimmt – ist zur gleichen Zeit in Russland Werkzeug des autokratischen Systems. Die große Zahl und Vielfalt an Normen im Zivilrecht führen zu Unsicherheit und Unübersichtlichkeit in der Rechtsanwendung. Leibeigene entbehren strafrechtlichen Schutzes.
Zwischen von der Aufklärung beeinflussten Reformen, die von den Zaren selbst ausgehen, und dem law in action besteht oft eine unüberbrückbare Kluft. Sowohl der von Peter I. eingeführte Rechtsunterricht, als auch die Kodifikationsversuche Katharina II. scheitern. Die langfristig größte Wirkung haben die Reformen Alexanders II.

## Konstitutionelle Monarchie
Nach dem verlorenen Russisch-Japanischen Krieg 1905 erhielt Russland mehr als hundert Jahre nach den westeuropäischen Staaten erstmals eine Verfassung. Diese Staatsgrundgesetze des Russischen Kaiserreiches enthielten zum ersten Mal in der russischen Geschichte grundlegende Freiheiten (Religionsfreiheit, nulla poena sine lege) und beschränkte die Macht des Zaren. Es legte ein Gesetzgebungsverfahren fest, gab dem Zaren aber gleichwohl ein weitreichendes Initiativ- und Vetorecht. In die Reichsduma konnten Vertreter des Volkes gewählt werden, die zweite Kammer (der Reichsrat) setzte sich aus vom Zaren bestimmten Repräsentanten zusammen. Max Weber prägte für dieses System den Begriff des Scheinkonstitutionalismus.
In der Rechtswissenschaft werden erstmals auch in Russland tätige Rechtsgelehrte wie Leon Petrażycki in Westeuropa rezipiert.

## Sowjetrecht
Mit der Oktoberrevolution wird fast das gesamte zaristische Recht aufgehoben. Die wichtigsten Dekrete für das Rechtswesen sind das Dekret über das Land und das Dekret über das Gericht der RSFSR vom 30. November 1918. Unter dem Einfluss der Marxschen Idee vom Absterben von Staat und Recht wurden die juristischen Fakultäten geschlossen und die neu geschaffenen Volksgerichte mit Laienrichtern besetzt. Die Vorstellung einer revolutionäre Gesetzlichkeit betrachtete das Recht als politisches Willkürinstrument und führte zu den Schauprozessen der 1930er Jahre. Unbeschadet der ideologischen Basis ersetzte später die sog. sozialistische Gesetzlichkeit die Ideen der frühen Nachrevolutionsjahre. Diese versteht sich als streng positivistische Orientierung am geschriebenen Gesetzeswortlaut. In den 1960er Jahren treten wichtige Kodifikationen im Straf- und Zivilrecht in Kraft. In der Rechtsvergleichung führte die Andersartigkeit des Sowjetrechts gegenüber der kontinentalen und angelsächsischen Tradition zur Einführung eines eigenen, stark isolierten sozialistischen Rechtskreises.

## Postsowjetisches Recht
Die Perestroika setzte auch in der Rechtswissenschaft zahlreiche Reformprozesse in Gang: Gorbatschows Idee eines „sozialistischen Rechtsstaates“ 1988 führte zur Neuentdeckung des Individuums als Rechtssubjekt, das es nicht nur durch, sondern auch vor dem Staat zu schützen galt. Bald schon wurden diese Reformbestrebungen jedoch durch die Zentrifugalkräfte der Sezessionsbestrebungen einzelner sowjetischer Republiken überholt. Sowjetrecht galt in den neuen Republiken bald nur noch subsidiär. Der Erlass der Verfassung vom 12. Dezember 1993 war für die Russische Föderation (Российская Федерация, transkr. Rossijskaja Federazija – ‚russländische Föderation‘) der wichtigste Wendepunkt in der Rechtsentwicklung.
Das neue Rechtssystem musste innerhalb kurzer Zeit vollständig neu errichtet werden. Teilweise griff man hierzu auf eigene Traditionen aus vorrevolutionärer Zeit zurück, ein erheblicher Teil bestand jedoch aus Rechtstransfer aus anderen Staaten und Modelllösungen der UN und der EU. Neben diese Rechtsimporte trat eine große Anzahl an Maßnahmegesetzen, die durch Widersprüche und Überschneidungen zu großer Rechtsunsicherheit führten. Nach einer ersten Konsolidierungsphase brachte die Jahrtausendwende erneut Reformen mit sich; der Einfluss ausländischen Rechts trat zugunsten eines eigenen russischen Weges zurück: Im Staatsorganisationsrecht setzte sich ein gelenkte Demokratie (управляемая демократия, transkr. uprawljajemaja demokratija) genanntes System durch. Umstrittene Gesetzgebungsprojekte wie das Strafprozessrecht und das Bodengesetzbuch traten in Kraft. Da Russland seit 1998 Vertragsstaat der Europäischen Menschenrechtskonvention ist, hat eine Vielzahl an Verfahren vor dem EGMR (allein 2009 waren über 23.000 Beschwerden russischer Bürger anhängig) die Rechtsordnung beeinflusst.